# Karl Heinrich Rau
Karl Daniel Heinrich Rau (Erlangen, 23 novembre 1792 – Heidelberg, 18 marzo 1870) è stato un economista tedesco.
Docente di economia politica a Erlangen nel 1816 e a Heidelberg dal 1822 al 1870, fu attivo politicamente e nel 1848 fece parte dell'Assemblea di Francoforte.
Fu attratto dal protezionismo, ma gli studi lo fecero vertere sul liberismo di Adam Smith.